# Charaxes marcia
Charaxes marcia är en fjärilsart som beskrevs av James John Joicey och Alfred Noakes 1915. Charaxes marcia ingår i släktet Charaxes och familjen praktfjärilar. Inga underarter finns listade i Catalogue of Life.